# Amiota lipingae
Amiota lipingae este o specie de muște din genul Amiota, familia Drosophilidae, descrisă de Chen și Gao în anul 2005. Conform Catalogue of Life specia Amiota lipingae nu are subspecii cunoscute.